# Sebastian Heymann
Sebastian Heymann (Heilbronn, 1 de março de 1998) é um jogador de handebol alemão.

## Carreira
Tendo estrelado pelas equipes juvenis do TSB Heilbronn-Horkheim, ele foi convocado para jogar no Campeonato Europeu de Handebol Masculino Sub-18 de 2016 pela Alemanha, onde o time terminou em terceiro lugar e o próprio Heymann foi nomeado para o time de estrelas do torneio. Mais tarde, ele ganhou um contrato profissional com o clube da Bundesliga Frisch Auf Göppingen, marcando seis gols em sua estreia. Naquela temporada, ele fez parte da equipe de Göppingen que venceu a Copa EHF de 2016–17, derrotando o Füchse Berlin por 30–22 na final. Em 2023, foi anunciado que ele se juntaria ao Rhein-Neckar Löwen para a temporada de 2024–25.
Internacionalmente, ele representou a seleção principal da Alemanha nos Campeonatos Europeus de Handebol Masculino de 2022 e 2024. Nos Jogos Olímpicos de Verão de 2024, em Paris, conquistou a medalha de prata no torneio masculino do handebol, após confronto na final contra a equipe dinamarquesa.